# Dekanat Kinrossshire
Dekanat Kinrossshire – jeden z 6 dekanatów rzymskokatolickiej diecezji Dunkeld w Szkocji.
Według stanu na październik 2016 w skład dekanatu wchodziła 1 parafia rzymskokatolicka.

## Lista parafii
Źródło:
| Lp. | Miejscowość | Parafia             | Grafika | Kościół                       | Adres                           |
| --- | ----------- | ------------------- | ------- | ----------------------------- | ------------------------------- |
| 1   | Kinross     | Parafia św. Jerzego |         | Kościół św. Jerzego w Kinross | 5 High Street Kinross. KY13 8AW |